# Pressupost participatiu

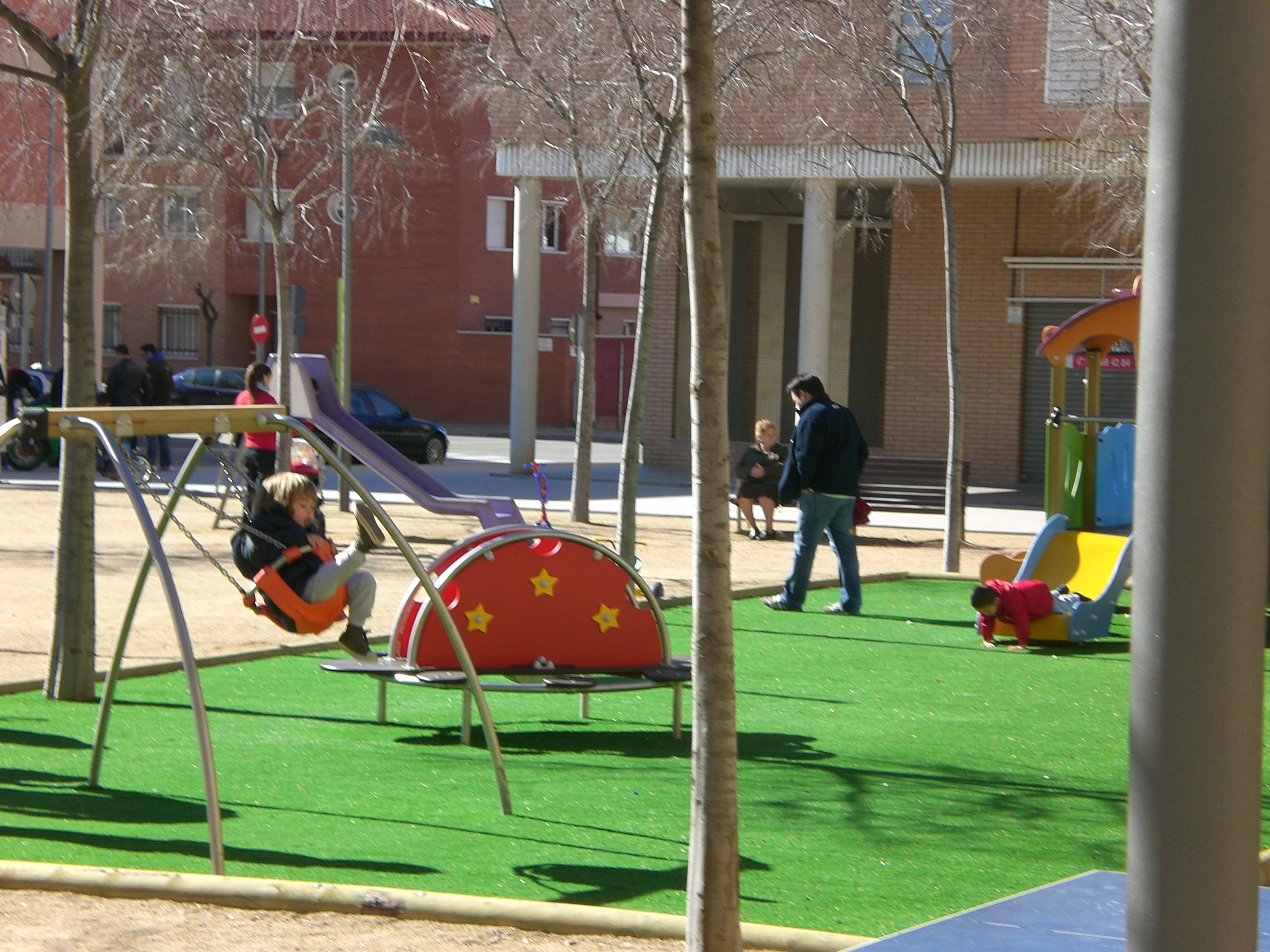
La Plaça Europa de Castellar del Vallès fou remodelada mitjançant una experiència de pressupost participatiu de tots els veïns implicats

 El pressupost participatiu és el mecanisme de democràcia directa que permet als ciutadans influir o decidir directament sobre els pressupostos públics, generalment el pressupost del seu municipi, mitjançant processos de participació ciutadana.
La primera experiència de pressupost participatiu (Orçamento Participativo) va néixer a la ciutat de Porto Alegre (Río Grande do Sul, Brasil) l'any 1989 després de l'accés al poder del Partido dos Trabalhadores. En un context de fortes desigualtats socials i escassetat de recursos, el nou govern municipal no podia fer front a totes les necessitats de la població ni donar resposta a les expectatives que havia creat entre els més desafavorits. Calia marcar les prioritats d'acció i, per a fer-ho, va comptar amb la societat civil fortament organitzada, donant la paraula als moviments socials. A través d'un sistema assembleari, es va crear una estructura que permetés a la ciutadania decidir com calia distribuir la despesa municipal.
L'objectiu principal del pressupost participatiu a Porto Alegre se centrava en la justícia social: donar poder als qui no en tenen (empowerment) i aconseguir que les necessitats dels més desvalguts, sovint oblidades, passin a un primer pla (inversió de prioritats).
L'experiència continua vigent, tot i que el canvi de govern municipal l'any 2004 ha introduït modificacions substancials en el procés i els objectius.
Altres ciutats a l'Amèrica Llatina i, més tard, a Europa, han adoptat el pressupost participatiu com a forma de participació ciutadana i de gestió dels recursos municipals, adaptant l'experiència de Porto Alegre al seu propi context i tradició democràtica.
Es considera que el pressupost participatiu és una de les polítiques de participació ciutadana de major compromís (atès que es posa a deliberació i decisió l'assignació dels recursos públics).
Un pressupost participatiu pot dur-se a terme amb una gran varietat de metodologies i models, des de la simple consulta ciutadana sobre propostes fetes per l'administració, fins al procés vinculant sobre propostes elaborades per la mateixa ciutadania. Molt esquemàticament, algunes de les característiques d'un pressupost participatiu:
- Pot tenir diferents abastos territorials (barri, districte, ciutat, comarca, autonomia, estat, etc.).
- Pot participar-hi la ciutadania a títol individual o la ciutadania organitzada associativament (o una combinació dels dos tipus).
- Pot ser vinculant o consultiu.
- Pot fer-se sobre propostes de l'administració o sobre propostes ciutadanes.
- Pot dur-se a terme sobre propostes/prioritats o sobre un sostre pressupostari (o una combinació d'ambdós).
- Pot afectar un o diversos capítols del pressupost.
- Pot recolzar-se en instàncies i òrgans ja existents o crear-ne d'específics pel procés.
- Pot dur-se a terme autònomament o vincular-se amb altres processos estratègics (participatius o no), com un Pla d'Actuació Municipal (PAM), una Agenda-21, etc.
- Pot desenvolupar-se a partir d'un model predeterminat o definit participativament.
- Pot incloure un seguiment i una avaluació participatives del procés o no.

A Catalunya fins ara les experiències de pressupost participatiu s'han donat només en l'àmbit local. S'han desenvolupat experiències de pressupost participatiu a municipis com Santa Cristina d'Aro, Figaró-Montmany, Rubí, Castellar del Vallès o Parets del Vallès, i també en ciutats com Sabadell, Sant Boi de Llobregat i Vilafranca del Penedès. També, des de 2020 a la ciutat de Barcelona.
A Mallorca, existeix com a mínim una experiència de funcionament de pressupost participatiu en àmbit local a la Colònia de Sant Pere, municipi d'Artà, que va ser posteriorment suprimida en un canvi de govern.
Al País Valencià es fa a la ciutat de València des de 2015.